# David Weir
David Gillespie Weir (Falkirk, 10 maggio 1970) è un dirigente sportivo, allenatore di calcio ed ex calciatore scozzese, direttore tecnico del Brighton.

## Biografia
Dal suo matrimonio con la moglie Fiona sono nati quattro figli: Lucas, Jensen, Kenzie e Ruben. I primi tre hanno a loro volta intrapreso carriere da calciatori.
Lucas (nato nel 2000) è cresciuto nelle giovanili di Chester e Wigan prima di giocare nei campionati dilettantistici inglesi: a partire dall'estate del 2022, gioca nel Marine, squadra della settima divisione inglese.
Jensen (nato nel 2002) è un altro prodotto del vivaio del Wigan, di cui, nel novembre del 2017, è diventato il giocatore più giovane in assoluto a debuttare in un incontro ufficiale. Inoltre, ha rappresentato sia la Scozia, sia l'Inghilterra in diverse nazionali giovanili. Attualmente, è sotto contratto con il Brighton, squadra per cui lavora anche il padre, e a partire dall'estate del 2022 gioca in prestito al Morecambe.
Infine, la figlia Kenzie (nata nel 2004) ha fatto l'intera trafila del settore giovanile dell'Everton, squadra di cui il padre era bandiera e capitano: dopo aver esordito in prima squadra nel gennaio del 2022, nell'agosto seguente ha firmato il suo primo contratto da professionista con i Toffees. Ha anche collezionato alcune presenze nelle nazionali femminili under-16 e under-19 scozzesi.

## Carriera

### Club
Weir iniziò nelle giovanili del Celtic, ma poi si dedicò allo studio e si trasferì negli Stati Uniti per studiare all'Università di Evansville. Tuttavia, anche oltreoceano si mise in luce come calciatore, tanto che dal 1988 al 1991 fece parte della squadra del college, distinguendosi fra i migliori giocatori del campionato NCAA, nella cui formazione ideale dell'anno 1990 fu incluso.
Nel 1992, al suo ritorno in patria Weir fu ingaggiato dal Falkirk, club di prima divisione scozzese con cui collezionò più di 150 presenze in quattro stagioni. Nel 1996 si trasferì agli Hearts, dove vinse il suo unico trofeo sino ad ora, la Coppa di Scozia del 1997/98.
Nel 1999 Weir andò a giocare nella Premier League inglese, nelle file dell'Everton in cui rimase titolare inamovibile per otto stagioni, collezionando oltre duecento presenze fra campionato e coppe europee e ottenendo la fascia da capitano da due diversi allenatori: Walter Smith e David Moyes.
Dal 16 gennaio 2007, rescisso il contratto con l'Everton con sei mesi d'anticipo sulla scadenza, Weir milita nei Rangers, al seguito del suo vecchio allenatore Walter Smith.
Il 3 aprile 2009, l'allenatore Walter Smith lo ha promosso capitano dei Rangers, dopo che la società ha tolto la fascia a Barry Ferguson per questioni comportamentali.
Alla fine della stagione 2012, si trasferisce nuovamente all'Everton, dove aveva già militato, come player/coach della squadra riserve del club inglese.

### Nazionale
Weir esordì in nazionale nel 1997 e fece parte della selezione scozzese al campionato del mondo 1998 in Francia. In seguito, dopo le critiche ricevute dal C.T. Berti Vogts decise di lasciare il calcio internazionale. Dopo le dimissioni di Vogts dalla panchina scozzese e il ritorno di Walter Smith, tuttavia, nel dicembre 2004 decide di rispondere alla convocazione del nuovo tecnico.
Il 6 settembre 2006 Weir ha raggiunto le 50 presenze in nazionale guidando la Scozia alla vittoria per 2-1 nel match valido per le qualificazioni agli Europei contro la Lituania.

## Palmarès

### Giocatore

#### Club
- Campionato scozzese: 3

Rangers: 2008-2009, 2009-2010, 2010-2011
- Coppa di Scozia: 3

Hearts: 1997-1998
Rangers: 2007-2008, 2008-2009
- Coppa di Lega scozzese: 3

Rangers: 2007-2008, 2009-2010, 2010-2011

#### Individuale
- Giocatore dell'anno della SFWA: 1

2010